# Mormotus clavaticercus
Mormotus clavaticercus är en insektsart som beskrevs av Karsch 1891. Mormotus clavaticercus ingår i släktet Mormotus och familjen vårtbitare. Inga underarter finns listade i Catalogue of Life.